# حادثة إطلاق النار في مدرسة سباركس ميدل
حادثة إطلاق النار في مدرسة سباركس ميدال (بالإنجليزية: Sparks Middle School shooting)‏ ، حادثة إطلاق النار حدثت في مدينة سباركس في نيفادا ، وبالتحديد في مدرسة سباركس ميدال الأمريكية ، بتاريخ 21 أكتوبر 2013م ، وتسبب بمقتل شخصين وإصابة أربعة آخرين.
وتبين الحادث أن صبيا ذات 12 ربيعا هو من أطلق النار على 4 أشخاص قبل أن ينتحر.